# Down Argentine Way
Down Argentine Way es una película estadounidense de 1940, producida por Darryl F. Zanuck y dirigida por Irving Cummings. Escrita por Darrell Ware y Karl Tunberg, su trama muestra a una mujer estadounidense, interpretada por Betty Grable, que se enamora del argentino Ricardo Quintana (Don Ameche), un criador de caballos, hijo de un famoso productor argentino conocido por sus caballos saltadores. Sin embargo, una enemistad de larga data entre los padres de ambos personajes les impide mantener cualquier tipo de relación.
La película contó con la actuación de Betty Grable en su primer papel importante en el cine, y la participación especial de la cantante Carmen Miranda en su primera película en Estados Unidos.
La película recibió críticas positivas por el público estadounidense, y recibió tres nominaciones para la 13.ª edición de los Óscar. A pesar de la fuerte inversión de estudio, la producción fue muy criticada en Brasil, y fue incluso prohibida en Argentina.
En diciembre de 2014, la película fue seleccionada para su preservación por el Registro Nacional de Cine de la Biblioteca del Congreso de Estados Unidos por ser considerada "cultural, histórica o estéticamente significativa" por la organización.

## Sinopsis
En Argentina vive Diego Quintana (Henry Stephenson), un criador de caballos que se enfada cuando se entera de que Binnie Crawford (Charlotte Greenwood) quiere comprar sus caballos. Diego tuvo una pelea seria con el hermano de Binnie, Willis, que lo engañó años atrás, y le dice a su hijo Ricardo (Don Ameche) que no le venda a nadie de esa familia. Ricardo se siente atraído por Glenda Crawford (Betty Grable), una hermosa joven, a quien había prometido vender un animal sin saber que era la sobrina del enemigo de su padre. Al enterarse de parentesco inventa una excusa y cancela la venta, lo que desencadena una serie de confusiones.

Down Argentine Wayestá preservadaen el archivo de laBiblioteca del Congreso

## Reparto principal
- Don Ameche	... Ricardo Quintana
- Betty Grable ... Glenda Crawford
- Carmen Miranda ...	Carmen Miranda
- Charlotte Greenwood ... Binnie Crawford
- J. Carrol Naish ... Casiano
- Henry Stephenson... Don Diego Quintana
- Kay Aldridge ... Helen Carson (acreditada como Katharine Aldridge)
- Leonid Kinskey ...	Tito Acuna
- Chris-Pin Martin ... Esteban
- Robert Conway ... Jimmy Blake
- Gregory Gaye ... Sebastian
- Bobby Stone ... Panchito
- Charles Judels ... Dr. Arturo Bedilia

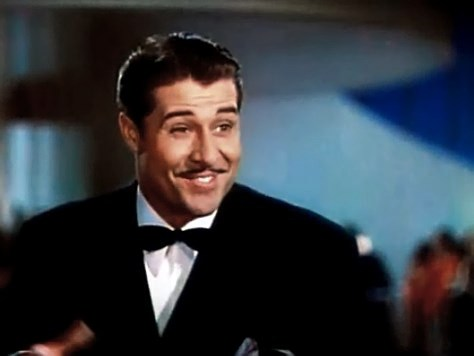
Don Ameche
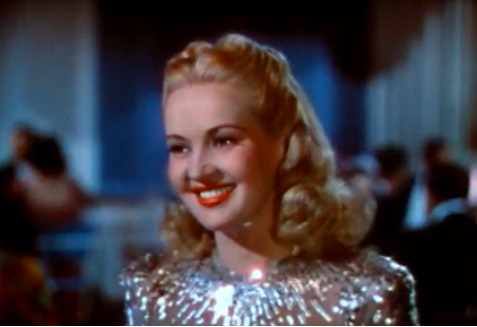
Betty Grable
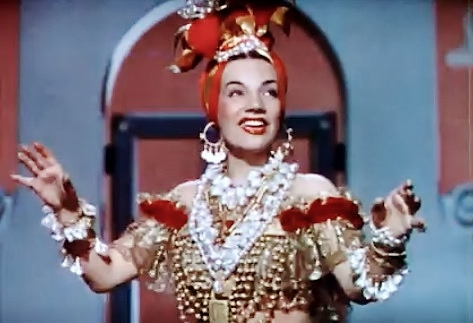
Carmen Miranda
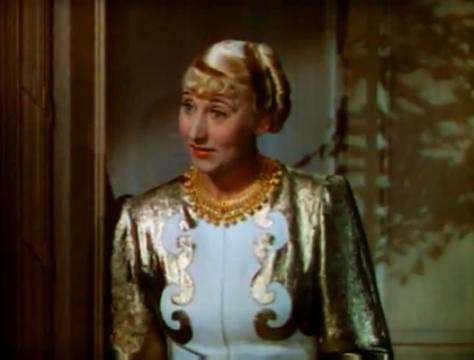
Charlotte Greenwood
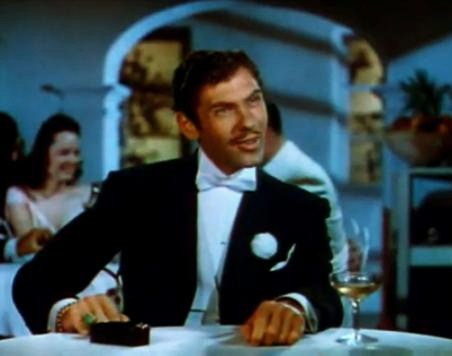
Leonid Kinskey

## Lanzamiento
La película fue estrenada en Estados Unidos el 11 de octubre de 1940, y se convirtió en un gran éxito comercial, recaudando $2 millones ese año. En Argentina, donde su exhibición llegó a ser prohibida, la película fue estrenada el 4 de diciembre de 1940. En Brasil, su estreno tuvo lugar el 22 de mayo de 1941.